# Setodes vichitrita
Setodes vichitrita är en nattsländeart som beskrevs av Schmid 1987. Setodes vichitrita ingår i släktet Setodes och familjen långhornssländor. Inga underarter finns listade i Catalogue of Life.